# Galaktika
Galaktika a fost o revistă științifico-fantastică din Ungaria, publicată intre 1972 și 1995. A avut un tiraj maxim de 94.000 de copii. O publicație mai recentă cu același nume a fost publicată  din 2004, care este cunoscută pentru practica sa de a traduce și publica uneori lucrări fără a obține permisiunea autorilor și fără a-i plăti.

## Revista originalăGalaktika(1972–1995)
Revista originală Galaktika conținea numere tematice, naționale și mixte. Revistele tematice s-au concentrat pe o temă similară a poveștilor, iar cele naționale conțineau lucrări din literatura unei anumite țări. Galaktika a fost singura posibilitate pentru mulți autori din Ungaria și Europa de Est de a-și tipări povestirile lor scurte. De asemenea, mulți dintre cei mai populari autori de literatură științifico-fantastică din lume au devenit cunoscuți cititorilor din Europa de Est prin Galaktika (care era însoțită de seriile Kozmosz Fantasztikus Könyvek și mai târziu Galaktika Fantasztikus Könyvek). Printre acești scriitori s-au numărat Isaac Asimov, Arthur C. Clarke, Harlan Ellison, Robert Sheckley și Philip K. Dick. Unele dintre aceste numere au conținut și versiuni alb-negru ale cărților de benzi desenate precum Conan The Barbarian și The Adventures of Funky Koval. Începând cu anul 1978, revista a publicat o ediție anuală specială, denumită MetaGalaktika.
Péter Kuczka a fost redactorul revistei originale de la început până la sfârșit în 1995, când nu a mai fost posibilă tipărirea revistei Galaktika și vânzarea acesteia la un preț care să acopere tipărirea și redevențele. Există o piață activă pentru numerele sale vechi, rare. După schimbarea regimului comunist, când sprijinul de la stat a încetat să mai existe numărul de copii a scăzut semnificativ.
Numerotarea revistei a început cu  # 1 în vara anului 1972, cu 38.000 de copii a câte 125 de pagini A5. După numărul # 60, formatul a fost modificat la 96 de pagini A4 în 1985, apoi s-a revenit la formatul A5 cu margine neagră în 1993, care a persistat până când publicarea revistei a încetat. 
Galaktika a încetat să mai apară în 1995.  De-a lungul existenței sale, au fost publicate 2.257 de romane scurte și articole a peste 1.000 de autori.

## Revista nouăGalaktika(2004–prezent)
Publicarea unei noi publicații, denumită tot Galaktika, a început în noiembrie 2004, cu numărul # 176, cu o conducere nouă și o structură a paginii și editorială complet modificată. Editorul revistei noi este Metropolis Media. Editorul literar a fost Attila Németh, care a lucrat și la vechea revistă. În 2005 a câștigat premiul Eurocon la Glasgow pentru cea mai bună revistă SF europeană.
Traducătorul și redactorul curent al revistei Galaktika, Attila Németh, a declarat că Peter Kuczka urăște franciza Star Trek (aparent fără niciun motiv) și de aceea a fost aproape complet neglijată în Ungaria în timpul perioadei socialiste. Németh, un fan al francizei Star Trek, a tradus mai târziu romane Star Trek în limba maghiară și a fost un traducător și consultant pentru versiunea maghiară dublată a seriei de filme Star Trek.

## Galaktika Baráti Kör
Seria Galaktika Baráti Kör a fost publicată între 1987 și 1995 și a fost editată de Péter Kuczka.
| Autor(i)                                | Titlul lucrării (în maghiară)                                    | Data lansării |
| --------------------------------------- | ---------------------------------------------------------------- | ------------- |
| Alan Dean Foster                        | Az utolsó csillagharcos                                          | 1987          |
| Ludvig Holberg                          | Klimius Miklósnak föld alatt való útja                           | 1987          |
| Erich von Däniken                       | Tévedtem volna?                                                  | 1988          |
| Isaac Asimov                            | A halhatatlanság halála                                          | 1988          |
|                                         | UFO-k és elsüllyedt világok                                      | 1988          |
| Mordecai Roshwald                       | A hetedik szint                                                  | 1988          |
| Robert Sheckley                         | A státuscivilizáció                                              | 1989          |
| Olaf Stapledon                          | Az utolsó és az első emberek                                     | 1989          |
| Patrice Duvic                           | Végállomás                                                       | 1989          |
|                                         | Rendkívüli utazások - O sută de ilustrații faimoase pentru Verne | 1989          |
| Jacques Bergier – Louis Pauwels         | Mágusok hajnala                                                  | 1989          |
| Theodore Sturgeon                       | Több mint emberi                                                 | 1990          |
| Egon Friedell, H. G. Wells, K. W. Jeter | Utazások az időgéppel                                            | 1990          |
| Gianluigi Zuddas                        | Az utolsó istenek                                                | 1990          |
| Pierre Barbet                           | Baphomet birodalma                                               | 1990          |
| Mike Resnick                            | Agyarak                                                          | 1991          |
| Frederik Pohl                           | Az Átjáró                                                        | 1991          |
| Marion Zimmer Bradley                   | Darkover                                                         | 1991          |
| Rudyard Kipling                         | A fantomriksa                                                    | 1991          |
| Stephen King                            | Világnagy strand                                                 | 1991          |
| Philip K. Dick                          | Ubik                                                             | 1992          |
|                                         | Cthulhu hívása                                                   | 1992          |
| Leigh Brackett                          | A rőt csillag                                                    | 1992          |
| Ray Bradbury                            | A tetovált ember                                                 | 1992          |
| Arthur C. Clarke                        | Birodalmi föld                                                   | 1992          |
| Curt Siodmak                            | Donovan agya                                                     | 1993          |
| Szepes Mária                            | Gondwána boszorkánya                                             | 1993          |
| Brian W. Aldiss                         | A rendszer ellenségei                                            | 1993          |
| G. C. Johnson – W. F. Nolan             | Logan futása                                                     | 1993          |
| Robert Silverberg                       | Jövőlátó ember                                                   | 1993          |
| John Christopher                        | Veszélyben a bolygó                                              | 1994          |
| Frank Herbert                           | A zöld agy                                                       | 1994          |
| Daniel F. Galouye                       | A szimulátor                                                     | 1994          |
| John Wyndham                            | Chocky                                                           | 1994          |
| Brian W. Aldiss                         | Az elszabadult Frankenstein                                      | 1995          |
| Clive Staples Lewis                     | Perelandra                                                       | 1995          |
| Robert A. Heinlein                      | Élősdiek                                                         | 1995          |
| Howard Phillips Lovecraft               | Zarándokút Kadathba                                              | 1995          |
| Frank Herbert                           | Halandók és halhatatlanok                                        | 1995          |

## Legături externe
- Site web oficial
- The Galaktika bibliography and database Arhivat în 16 iulie 2012, la Wayback Machine.

## Vezi și
- Științifico-fantasticul în Ungaria
- Listă de editori de literatură științifico-fantastică
- Listă de reviste de literatură științifico-fantastică